# Philippe Vasseur
Philippe Vasseur (ur. 31 sierpnia 1943 w Le Touquet-Paris-Plage) – francuski polityk, dziennikarz, działacz gospodarczy i samorządowiec, poseł do Zgromadzenia Narodowego, w latach 1995–1997 minister rolnictwa.

## Życiorys
W 1967 ukończył szkołę dziennikarską ESJ Lille, po czym praktykował w zawodzie. Od 1975 był redaktorem naczelnym „Les Échos”, a od 1984 dyrektorem działu ekonomicznego „Le Figaro”. W latach 1978–2008 pełnił funkcję prezydenta swojej macierzystej uczelni.
Zaangażował się w działalność polityczną w Unii na rzecz Demokracji Francuskiej, a w jej ramach dołączył później do Demokracji Liberalnej. W 1986 po raz pierwszy został wybrany do Zgromadzenia Narodowego, reelekcję uzyskiwał w 1988, 1993 i 1997. W maju 1995 nowo powołany premier Alain Juppé powierzył mu funkcję ministra rolnictwa, rybołówstwa i żywności. Urząd ten sprawował również w drugim gabinecie tego premiera od listopada 1995 do czerwca 1997. W międzyczasie był także radnym regionu Nord-Pas-de-Calais i merem Saint-Pol-sur-Ternoise. W grudniu 1999 złożył mandat deputowanego, a także zrezygnował z innych funkcji politycznych, wycofując się z działalności politycznej.
W 2000 został przewodniczącym rady nadzorczej przedsiębiorstwa finansowego Crédit Mutuel Nord Europe, a w 2005 prezesem stowarzyszenia gospodarczego Alliances. W 2007 zainicjował cykl spotkań gospodarczych pod nazwą World Forum Lille. W 2011 stanął na czele regionalnej izby handlowo-przemysłowej, a rok później na czele zrzeszenia francuskich browarów.